# طائرة ثنائية المحرك

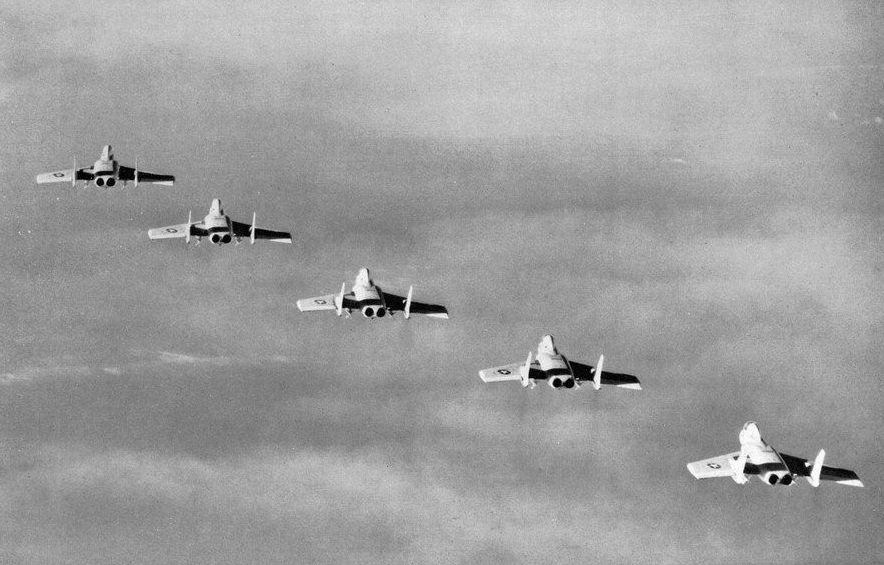

ثنائية المحرك (بالإنجليزية: Twinjet)‏ هي طائرة نفاثة يكون بها محركان نفاثان، والمكان الطبيعي لتلك المحركات هو: يكون متدليا تحت الجناح، والمكان الآخر هو على الهيكل بالخلف. ويكون الطائرات ثنائية المحرك أهدأ وأكثر كفاءة باستهلاك الوقود من طائرات ثلاثية أو رباعية المحركات. ويوجد العديد من شركات الطيران التي تستخدم طائرات ثنائية المحرك بشكل خاص مثل خطوط الولايات المتحدة (US Airways) وأمريكان إيرلاينز ودلتا Delta Air Lines، وكونتننتال Continental Airlines في الولايات المتحدة.
عند فشل أحد المحركات فإن المحرك الآخر يجب أن تكون لديه قوة دفع كافية للمحافظة على مستوى الطيران حتى وصولها إلى أقرب مطار تستطيع أن تحط فيه. وهو من أساسيات مايسمى بنظام العمليات الممتدة ايتابس (ETOPS).
أشهر الطائرات المدنية ثنائية المحرك: ماكدونل دوغلاس دي سي-9، بوينغ 717، بوينغ 737، بوينغ 757 وبوينغ 767، بوينغ 777 وبوينغ 787، إيرباص إيه 300 وإيرباص إيه 310 وإيرباص إيه 320 وإيرباص إيه 330 وإيرباص إيه 350.
- طائرات مقاتلة: لوكهيد إف - 22 رابتور، ماكدونال (F2H Banshee) وإف 14 وإف-15 إف 18 ويوروفايتر وداسو رافال.